# 미로슬라우 스토흐
미로슬라우 스토흐(슬로바키아어: Miroslav Stoch, 1989년 10월 19일~)는 슬로바키아의 전 축구 선수로 현역 시절 포지션은 윙어였다.